# Баранов, Харлампий Карпович
Харла́мпий Ка́рпович Бара́нов (23 февраля [6 марта] 1892, Мишин, Усть-Медведицкий округ, область Войска Донского, Российская империя — 5 марта 1980, Москва) — российский и советский учёный-арабист, создатель московской арабистической школы, заслуженный деятель науки РСФСР (1962), составитель арабско-русского словаря. Профессор (1939).

## Биография
Родился 23 февраля 1892 года на хуторе Мишинский области Войска Донского. Рано лишился отца. Учился в начальной школе в Новочеркасске.
После окончания школы решил поступить на арабско-персидско-турецкое отделение Лазаревского института восточных языков в Москве. Для этого ему пришлось самостоятельно изучать латынь и иностранные языки по самоучителю и в 1912 году он был принят в институт.
В 1915 году окончил институт и был призван в армию. Его направили на учёбу в Александровское военное училище, а затем в один из казачьих полков Галицкого фронта. Вскоре Баранова переводят в Петроград, где он служит переводчиком турецкого языка.
После революции он преподаёт восточные языки на Восточном факультете Военной академии РККА им. М. В. Фрунзе, а затем в Московском институте востоковедения (бывший Лазаревский институт), который в 1952 году стал частью Московского института международных отношений (МГИМО).
В Московском институте международных отношений преподавал арабский язык, заведовал объединённой кафедрой арабского, персидского, пушту и африканских языков до 1975 года. Также исполнял обязанности декана Восточного факультета.
Умер 5 марта 1980 года. Прах захоронен в колумбарии на Донском кладбище.

## Арабско-русский словарь
Главным делом всей жизни Баранова было составление арабско-русского словаря, материал к которому он собирал ещё будучи студентом. Первый выпуск словаря состоялся в годы Второй мировой войны, а спустя более тридцати лет в 1976 году был выпущен полностью завершенный труд, содержащий более 42 тысяч слов.

## Труды
- Арабская хрестоматия (1937)
- Русско-арабский словарь политических, экономических и философских терминов (1937)
- Хрестоматия по арабскому языку (1939)[4]
- Арабско-русский словарь (1940—1946)
- О способах выражения наречий в современном литературном арабском языке (1941)
- Учебник арабского языка (1947)
- Абу Усман аль-Джахиз «Книга о скупых» (1965; перевод на русский язык)[5]

## Премия
В 1992 году в честь 100-летия со дня рождения Харлампия Карповича Баранова Учёным Советом МГИМО учреждена премия имени профессора Х. К. Баранова за вклад в филологическую науку.

## Хобби
Х. К. Баранов был сильным шахматистом I категории. В дореволюционные годы был членом частного шахматного клуба, играл в московских турнирах, был знаком с будущим чемпионом мира А. А. Алехиным (Алехин брал словари из домашней библиотеки Баранова), дружил с мастером Н. Д. Григорьевым. Во время Первой мировой войны, будучи переводчиком в Главном управлении генерального штаба Российской императорской армии участвовал в турнирах Петроградского шахматного собрания. По возвращении в Москву неоднократно принимал участие в первенствах столицы (лучший результат — в 1924 г.). В 1930-е гг. играл по переписке. В турнире по переписке мастеров и I категории (1935—1936) победил мастеров Я. Г. Рохлина (специальный приз за самую красивую партию) и А. Н. Чистякова (поделившего первое место в турнире).

### Спортивные результаты
| Год         | Город                                      | Соревнование                               | + | −  | = | Результат | Место  |
| ----------- | ------------------------------------------ | ------------------------------------------ | - | -- | - | --------- | ------ |
| 1917        | Петроград                                  | Турнир Петроградского шахматного собрания  |   |    |   |           |        |
| 1918        | Москва                                     | Матч с Н. В. Карпенко                      | 5 | 2  | 2 | 6 : 3     |        |
| 1919 / 1920 | Москва                                     | Первенство Москвы                          |   |    |   | 2 из 11   | 11     |
| 1921 / 1922 | Москва                                     | Первенство Москвы                          |   |    |   | 2 из 16   | 17     |
| 1924        | Москва                                     | Первенство Москвы                          |   |    |   | 6½ из 16  | 10—11  |
| 1925        | Москва                                     | Первенство Москвы                          | 3 | 12 | 2 | 4 из 17   | 16—17  |
|             | Ленинград                                  | Турнир городов                             |   |    |   |           |        |
| 1926        | Москва                                     | Первенство Москвы                          | 4 | 11 | 2 | 5 из 17   | 15—16  |
| 1935—1936   | Турнир по переписке мастеров и I категории | Турнир по переписке мастеров и I категории |   |    |   | 5 из 12   | 9      |
| 1937—1938   | Турнир по переписке мастеров и I категории | Турнир по переписке мастеров и I категории |   |    |   | 4 из 12   | 11     |
| 1940—1941   | Незаконченный чемпионат СССР по переписке  | Незаконченный чемпионат СССР по переписке  |   |    |   |           | [ 17 ] |